# Ribeira da Burra
A Ribeira da Burra é um curso de água português localizado no concelho das Lajes do Pico, ilha do Pico, arquipélago dos Açores.
Este curso de água tem origem na zona florestada abaixo do Topo, a uma cota de altitude de cerca de 600 metros.
O seu curso de água que desagua no Oceano Atlântico, fá-lo na costa da localidade da Ribeira do Meio, frente local denominado Castelo de Santa Catarina depois de atravessar uma zona densamente florestada e de pastagens.